# 茨城県道117号深芝浜波崎線

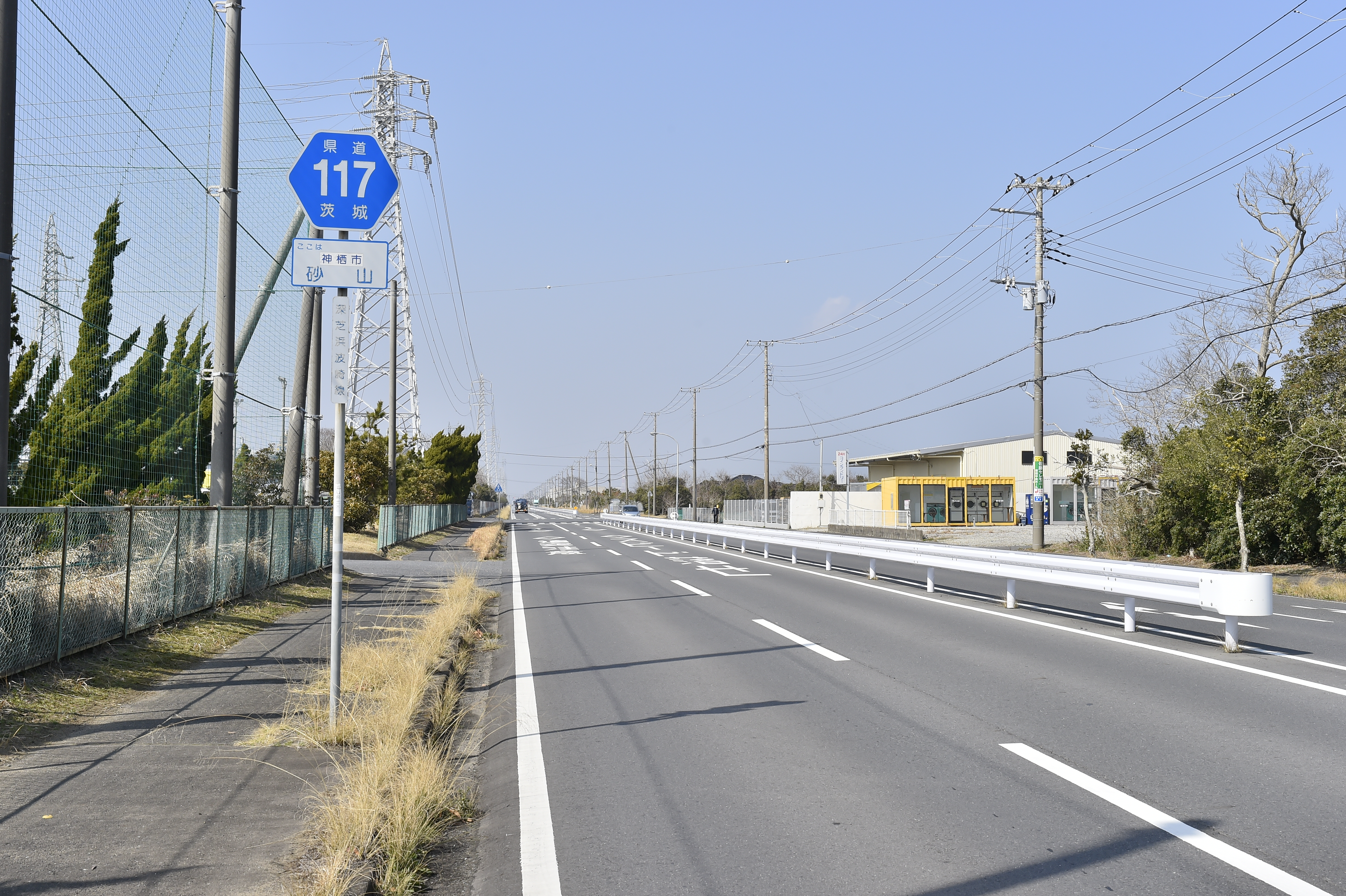
茨城県道117号深芝浜波崎線
神栖市砂山（2022年3月）

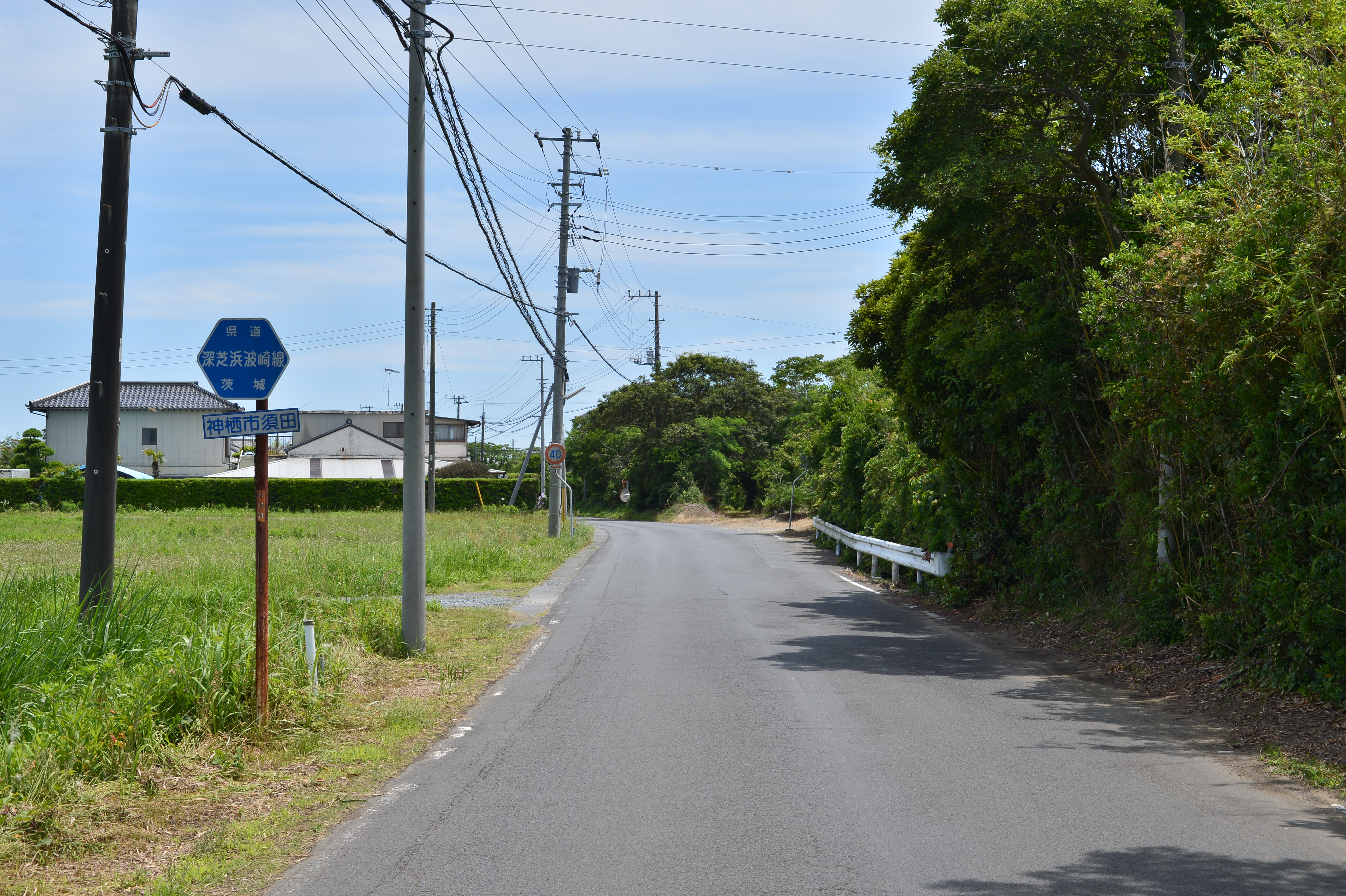
茨城県道117号深芝浜波崎線の旧道
神栖市須田（2015年6月）

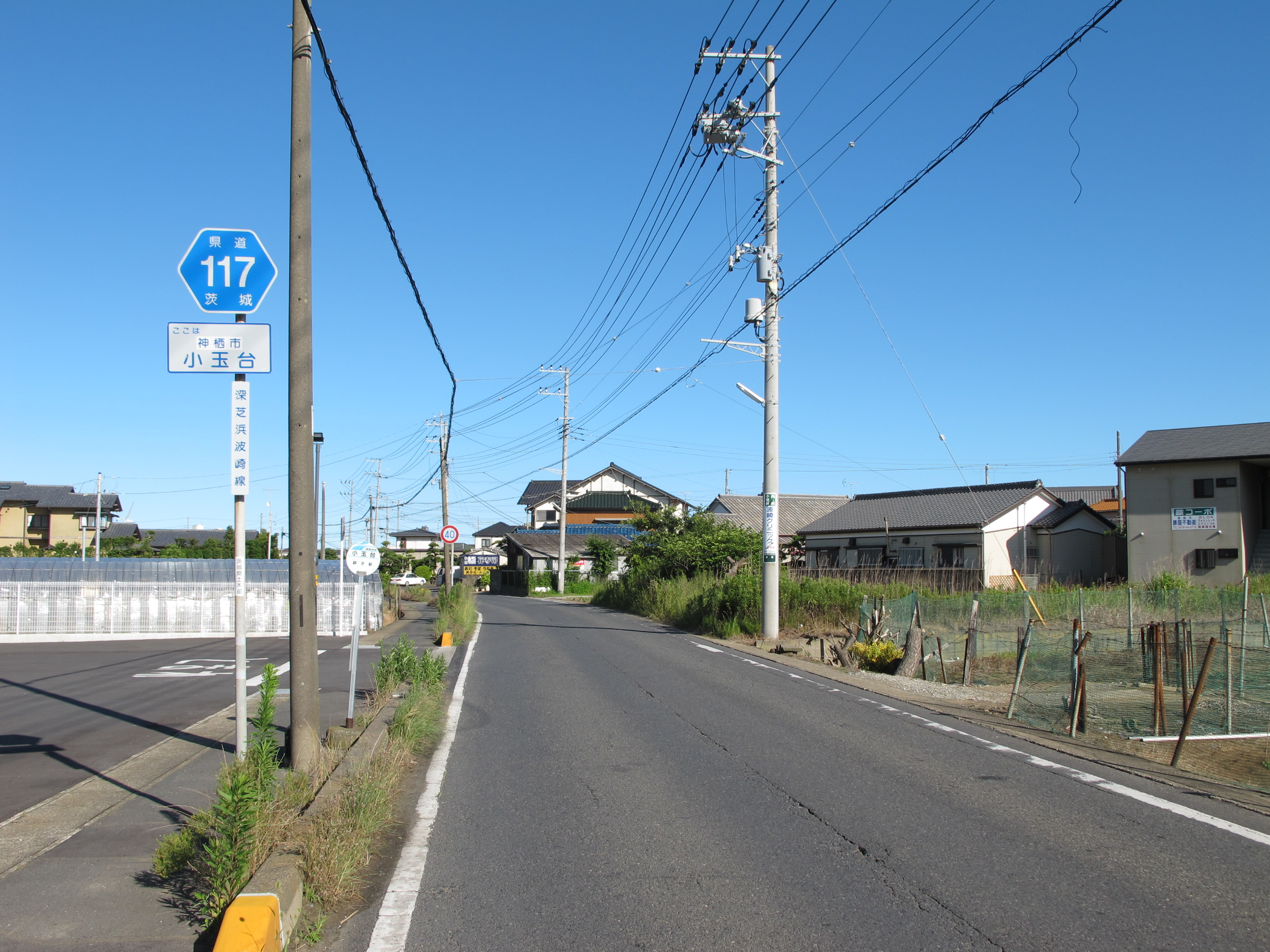
神栖市波崎小玉台（2014年6月）

茨城県道117号深芝浜波崎線（いばらきけんどう117ごう ふかしばはまはさきせん）は、茨城県神栖市内の一般県道である。

## 概要
神栖市東和田（旧字名・深芝浜）と神栖市波崎を結ぶ路線。鹿島灘の海岸沿いに伸びる県道で、神栖市須田で、鹿島臨海工業地帯の産業道路として整備されてきた新道（現道）と、旧来からある海岸寄りの旧道とにY字分岐し、本路線の北側半分の区間は新旧県道が平行する区間となっている。

### 路線データ
- 起点：茨城県神栖市東和田
- 終点：茨城県神栖市波崎（国道124号交点）
- 総延長：36.315 km[1]
- 重用延長：なし km[1]
- 未供用延長：なし[1]
- 実延長：36.315 km[1]
- 自動車交通不能区間延長[注釈 1]：なし[1]

## 歴史
1966年（昭和41年）、前身にあたる県道波崎鹿島線が鹿島港の航路建設で分断されることにより路線を廃止し、鹿島港より南側部分にあたる区間（北側残存区間は県道鹿島港線となる）を新たな一般県道として、鹿島郡神栖村大字深芝浜（現、神栖市東和田）を起点とし、鹿島郡波崎町大字波崎（現、神栖市波崎）の終点まで至る区間を茨城県が県道路線認定した。1995年（平成7年）に、整理番号変更により現在の整理番号117となり、現在に至る。

### 年表
- 1959年（昭和34年）10月14日：本路線の前身である県道波崎鹿島線（鹿島郡波崎町 - 鹿島郡鹿島町大字明石、図面対象番号65）が路線認定される[2]。
- 1966年（昭和41年）6月1日
  - 現在の路線である深芝浜波崎線（鹿島郡神栖村大字深芝浜 - 鹿島郡波崎町大字波崎）が路線認定される[3]。
  - 道路の区域を、鹿島郡神栖村大字深芝浜から鹿島郡波崎町大字波崎（延長23.606 km）とし、供用開始[4]。
  - 同時に、前身路線にあたる波崎鹿島線を廃止[5]。
- 1970年（昭和45年）
  - 2月19日：鹿島郡神栖町大字深芝字藤豊 - 大字奥野谷字東和田の旧道（1.075 km）から、大字深芝字原芝 - 大字奥野谷字浜野の現道（1.250 km）へ付け替え供用開始[6]。
  - 5月18日：鹿島郡波崎町字新道添 - 字凍内場の狭隘道路（最少幅員4.0 m）を道路改良、供用開始[7]。
- 1981年（昭和56年）12月21日：鹿島郡神栖町大字東和田 - 同郡波崎町大字砂山の区間の新道が開通する[8]。これにより、バイパスが全線開通。
- 1984年（昭和59年）3月5日：鹿島郡波崎町大字柳川の旧道区間（725m）が指定解除され波崎町道へ降格[9][注釈 2]。
- 1989年（平成元年）4月1日：波崎町大字須田地内の道路改良によるバイパス道路（約1.9km）を4車線化[10]。
- 1993年（平成5年）4月1日：神栖町大字奥野谷字浜野地内の旧道の一部区間（1.445km）が廃止される[11]。廃止された区間は、現在の奥野谷浜工業団地として造成されることとなる。
- 1995年（平成7年）3月30日：整理番号127から現在の番号（整理番号117）に変更される[12]。
- 2006年（平成18年）7月10日：神栖市大字須田 - 同市大字矢田部の現道（1.0km）を2車線化拡幅供用[13]。
- 2015年（平成27年）2月19日：神栖市矢田部地内の現道（約0.6km）を2車線化拡幅供用開始[14]。
- 2019年（令和元年）7月31日：神栖市東和田（茨城県道240号交点） - 同市須田（茨城県道241号交点）を、通行する車両の高さの最高限度4.1 mの道路、および国際コンテナ車[注釈 3]の重量・長さ上限を引き上げる道路に指定[15]。
- 2020年（令和2年）9月24日：神栖市矢田部字植松 - 同字外野の現道（1.040 km）を2車線化改良する道路区域を指定[16]。

## 路線状況
神栖市東和田 - 同市須田の区間（現道）は、通行する車両の総重量が最高限度25トン(t)の道路に指定されている。
道路法の規定に基づき、神栖市東和田（神栖市道交差） - 同市波崎（銚子大橋入口交差点）間は、緊急輸送道路として機能を維持するため、災害発生時の被害拡大防止を目的に道路用地内に電柱を建てることが制限されている。シーサイド道路が一部不通となっていた時期は、その迂回路としても機能していた。

### 重複区間
- 茨城県道240号奥野谷知手線（神栖市東和田 - 奥野谷・ベルコン通り交点）

### 道路施設
- 知手歩道橋（神栖市奥野谷）：茨城県道117号深芝浜波崎線と茨城県道240号奥野谷知手線との交差点にある、両県道共有の歩道橋。

## 地理

### 通過する自治体
- 茨城県
  - 神栖市

### 交差する道路
- 茨城県道240号奥野谷知手線（神栖市奥野谷）※一部重複
- 茨城県道241号須田奥野谷線（神栖市須田）
- 茨城県道258号波崎港線（神栖市波崎）
- 国道124号（神栖市波崎・終点 銚子大橋入口交差点）

### 沿線
- 鹿島港
- 鹿島臨海工業地帯
  - 鹿島火力発電所
  - 鹿島石油鹿島製油所
  - 三菱ケミカル鹿島事業所
  - 国家備蓄神栖基地
- 鹿島臨海鉄道 鹿島臨港線
  - 奥野谷浜駅
- 神栖市海浜運動公園（神栖市奥野谷）
- 神栖市立軽野東小学校（神栖市奥野谷）
- 神栖市立柳川小学校（神栖市柳川中央1丁目）
- 神栖市立波崎第一中学校（神栖市波崎）
- 神栖市立波崎小学校（神栖市波崎）